# 丽水站
丽水站位于中华人民共和国浙江省丽水市莲都区水东区块，建于1997年，是新金温铁路、金温货线上的中间站和二等客、货运站，距离金华站126公里，离温州站136公里。车站代码98040。全站客货运开办24小时昼夜服务，日均客流大致在8,000左右。车站在丽水市区开办了6个火车票代售点，并在龙泉、景宁、松阳、云和等地设立了代售业务处。经过铁路有金温铁路、新金温铁路。

## 历史

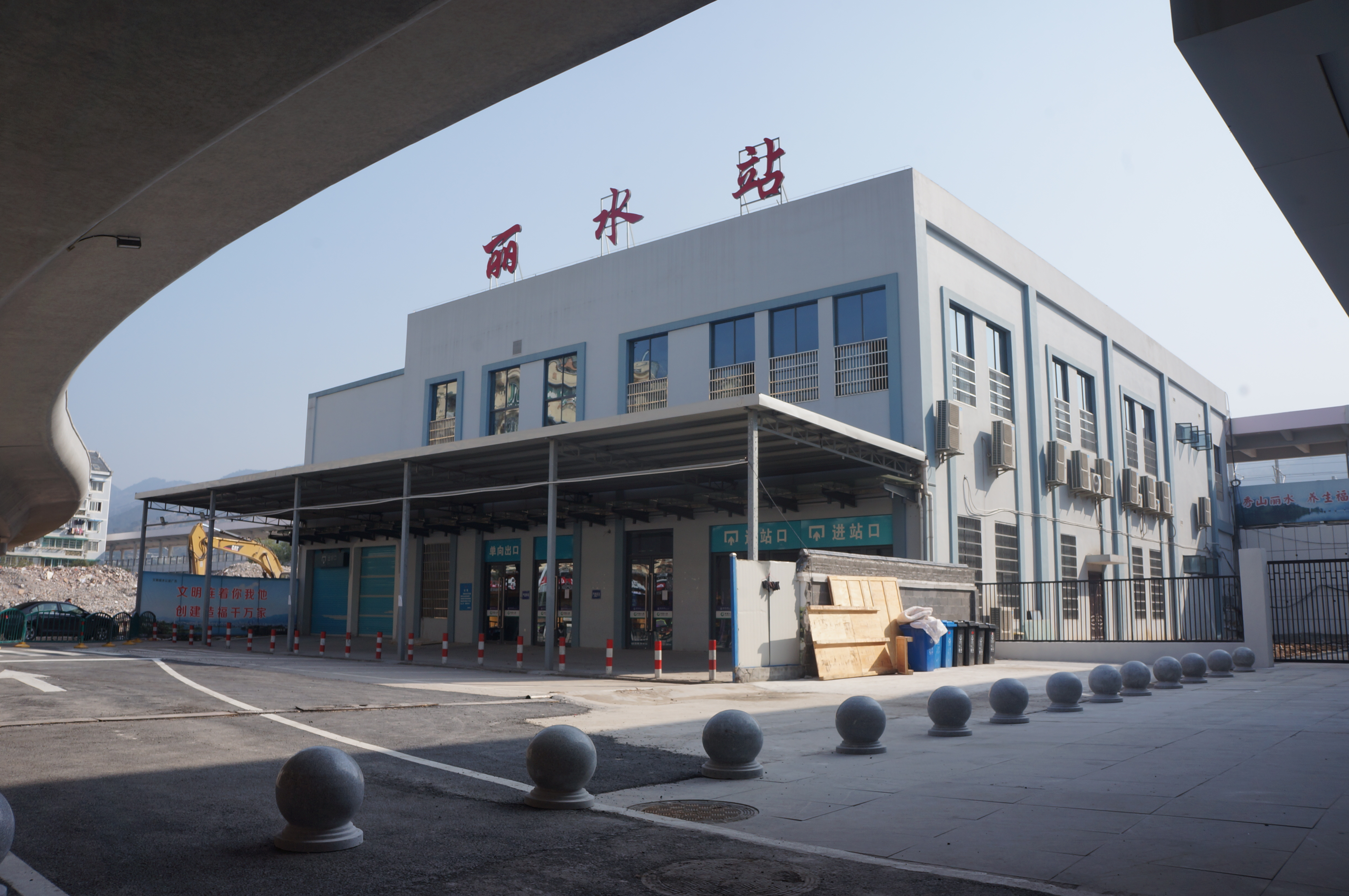
丽水临时站房，现已改为办公室

丽水站于1997年随原金温铁路投入运营，位于线路118公里处。车站占地534亩，站场铺设正线1股，到发线3股，存车线4股，专用线3股，站房面积6,300平方米，每日发送旅客约1,500人次，办理旅客列车15对，货物列车10对。
金温新双线建设的同时，丽水站也开始了站改工程。丽水站原计划新建8,000平方米的新站房，经过当地政府的争取后中国铁路总公司批复同意面积增加至约28000平方米。2015年9月20日启用的临时站房承担丽水站改期间所有列车的客运工作。
车站管理权于新金温铁路开通之际由金温公司移交给上海铁路局金华车务段，原金温公司丽水车站于2015年12月更名浙江金温铁道开发有限公司货运中心丽水经营部，下辖小处、石帆、祯埠、南岸4个车站；2016年1月1日起又开始接管原由青田车站管辖的芝溪、船寮、良岸3个车站。芝溪、船寮、良岸站后改由青田东站管辖。
丽水站老站房随后于2015年10月拆除。2015年12月26日，随着G9331次列车的停靠，金温新双线正式接入丽水站。但丽水站新站房并未随金温高铁的开通而启用，临时站房继续在丽水站开通动车组列车的1年多时间内承担丽水站的旅客乘降工作。丽水站的新站房于2017年1月10日上午6:30投入使用，部分丽水下辖的县级行政区如龙泉市、庆元县等借机在车站进站口旁举办旅游展宣传当地旅游。2017年3月20日，丽水站开行始发往温州南、杭州东、合肥南和上海虹桥的高速动车组列车。

## 车站结构

### 站房
丽水站新站房于2017年1月10日上午6:30投入使用，站房设计于2011年经网友投票从“水之丽”、“山水莲城”、“莲城风韵”三个设计方案中选出第二个方案而成。1月10日投入的新站房占地27,952平方米，设计最高聚集人数1,500人，共有两层。站房设有五个拱形穹顶，以丽水市花“莲花”为设计意向。站前设有长590米的高架匝道供车辆进出站房区域。站房由售票大厅、进站大厅和出站大厅组成。售票厅设有8个人工窗口、5个自动售票机，办理车票预定、改签、退票以及网络购票咨询服务。进站大厅共有两层：一层承担金温新双线上行（金华、杭州东）方向列车的检票工作，二楼承担金温新双线下行（温州南）方向列车和所有普速列车（金温铁路）的检票工作。
- 售票处
- 进站大厅
- 一楼候车厅
- 二楼候车厅

### 站场
丽水站为二台八线车站、设有一座基本站台、一座中间站台，共有三个站台编号。其中1、2号站台为新金温铁路所用，设有两条到发线、两条通过线和一条预留股道；而金温铁路使用3站台，设有3条侧线和1条正线。车站货场位于芦埠村，设有通往纳爱斯集团和莲都石油中转储存油库的专用线。
| 站台 | 侧式站台 | 侧式站台                            |
| 站台 | 1站台    | 新金温铁路 往金华南方向（缙云西站） |
| 站台 | 通过线   | 新金温铁路上行列车通过线            |
| 站台 | 通过线   | 新金温铁路下行列车通过线            |
| 站台 | 2站台    | 新金温铁路 往温州南方向（陈篆站）   |
| 站台 | 岛式站台 |                                     |
| 站台 | 3站台    | 金温货线 旅客列车到发线             |
| 站台 | 正线     | 金温货线 列车通过线                 |
| 站台 | 侧线     | 金温货线 货物列车停靠线             |
| 站台 | 侧线     | 金温货线 货物列车停靠线             |

## 接驳交通

### 公交
丽水站站前广场北侧设有公交首末站，名为高铁站，车站设有三个站台。
- 3路 高铁站——汽车西站（已改造为其他单位）
- 4路 高铁站——汽车西站（已改造为其他单位）
- 6路 高铁站——汽车西站（已改造为其他单位）

- 15路 高铁站——庆龙云阁苑
- 20路 高铁站——沙溪公交枢纽站
- 2路 高铁站——商贸物流城
- 21路 高铁站——武村

- 18路 高铁站——沙溪公交枢纽站
- 203路 高铁站——大港头

在站前广场外还设有火车站广场和高铁站西两个公交中途站，有13路（水东新村——市公交公司南）和11路（腊口加油站——处州中学）途径。

### 汽车
丽水站站前广场南侧设有公路客运上客点，有前往庆元、龙泉、松阳、遂昌、景宁、云和等地的汽车在此途径。
附近有丽水客运中心。